# Thenay (Indre)
Thenay és un municipi francès, situat a la regió del Centre - Vall del Loira, al departament de l'Indre. Està situat a la riba del riu Cruesa. El 2021 tenia 893 habitants.